# Oreodera rhytisma
Oreodera rhytisma là một loài bọ cánh cứng trong họ Cerambycidae.